# Упевненість у спасінні
Як загальний термін у богословському вжитку, упевненість означає довіру боговірного до Бога, Божу відповідь на молитву та надію на вічне спасіння. У протестантській християнській доктрині термін «запевнення», також відомий як Свідоцтво Духа, стверджує, що внутрішнє свідчення Святого Духа дозволяє християнському послушнику знати, що він або вона виправдані. На основі праць Св. Августина Блаженного, запевнення історично було дуже важливою доктриною в лютеранстві та кальвінізмі, і залишається відмінною доктриною методизму та квакеризму, хоча між цими християнськими традиціями існують відмінності. Гімни, які прославляють свідчення Святого Духа, такі як «Благословенне запевнення», співаються в християнських літургіях, щоб відсвяткувати віру в запевнення. 